# Amorphophallus konjac
Espèce
Classification phylogénétique
Le konjac (Amorphophallus konjac) est une plante de la famille des Araceae. C'est une plante vivace, qui pousse à partir d'un rhizome tubéreux sphérique de très grande taille. Originaire des forêts tropicales et subtropicales de l'Asie du Sud-Est, il pousse naturellement au Vietnam, en Chine, en Indonésie, en Corée ou encore au Japon.
La plante est surtout connue pour les produits alimentaires tirés de son bulbe, principalement une gelée pâteuse, de couleur noire ou blanche, et connue en Occident sous son nom japonais konnyaku, étant consommée et cuisinée principalement au Japon.

## Description de l'espèce
La plante pousse à partir d'un rhizome tubéreux sphérique qui peut peser 3 à 4 kg et pouvant atteindre 25 cm de diamètre (le plus grand spécimen attesté atteignant 46 cm de diamètre et pesant 24 kg).
L'unique feuille peut atteindre 1,3 mètre ; elle est bipennée, et divisée en de nombreuses folioles. Les fleurs poussent sur un spadice qui peut atteindre 55 cm de long, entouré par une spathe violet foncé.

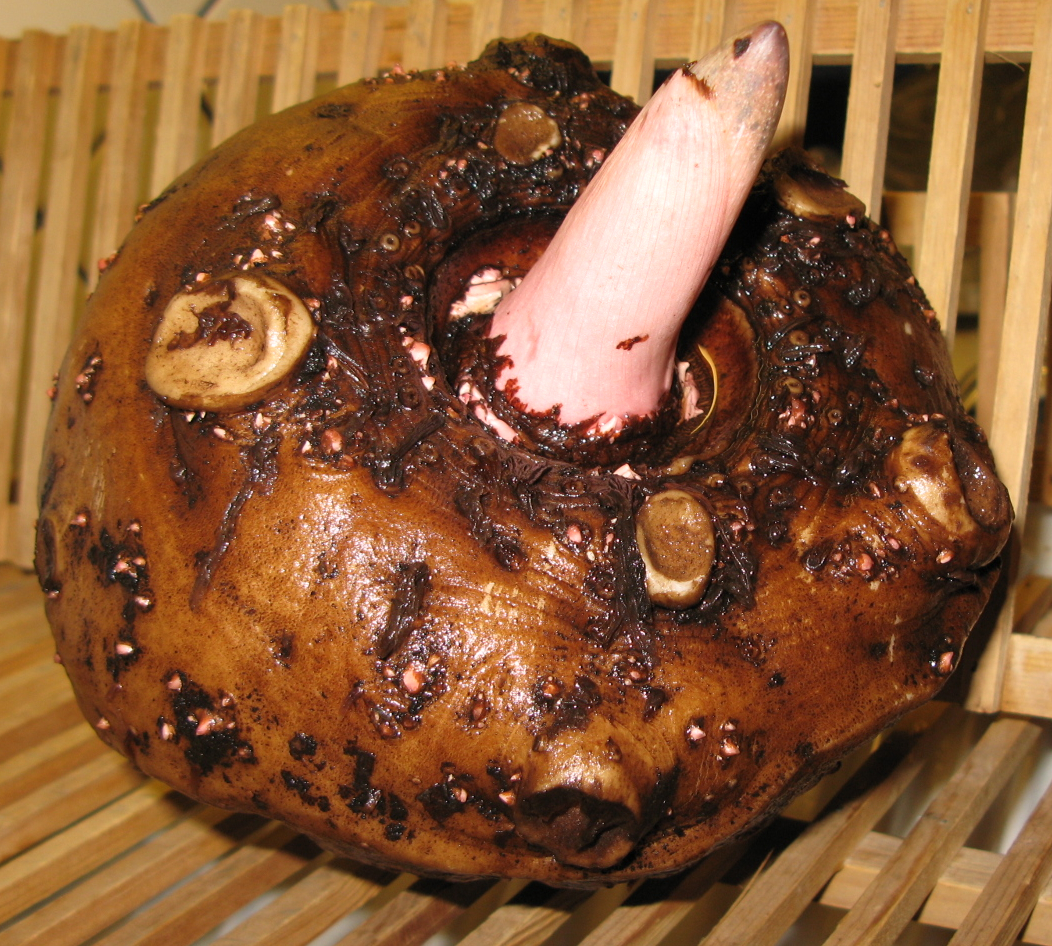
Tubercule de konjac
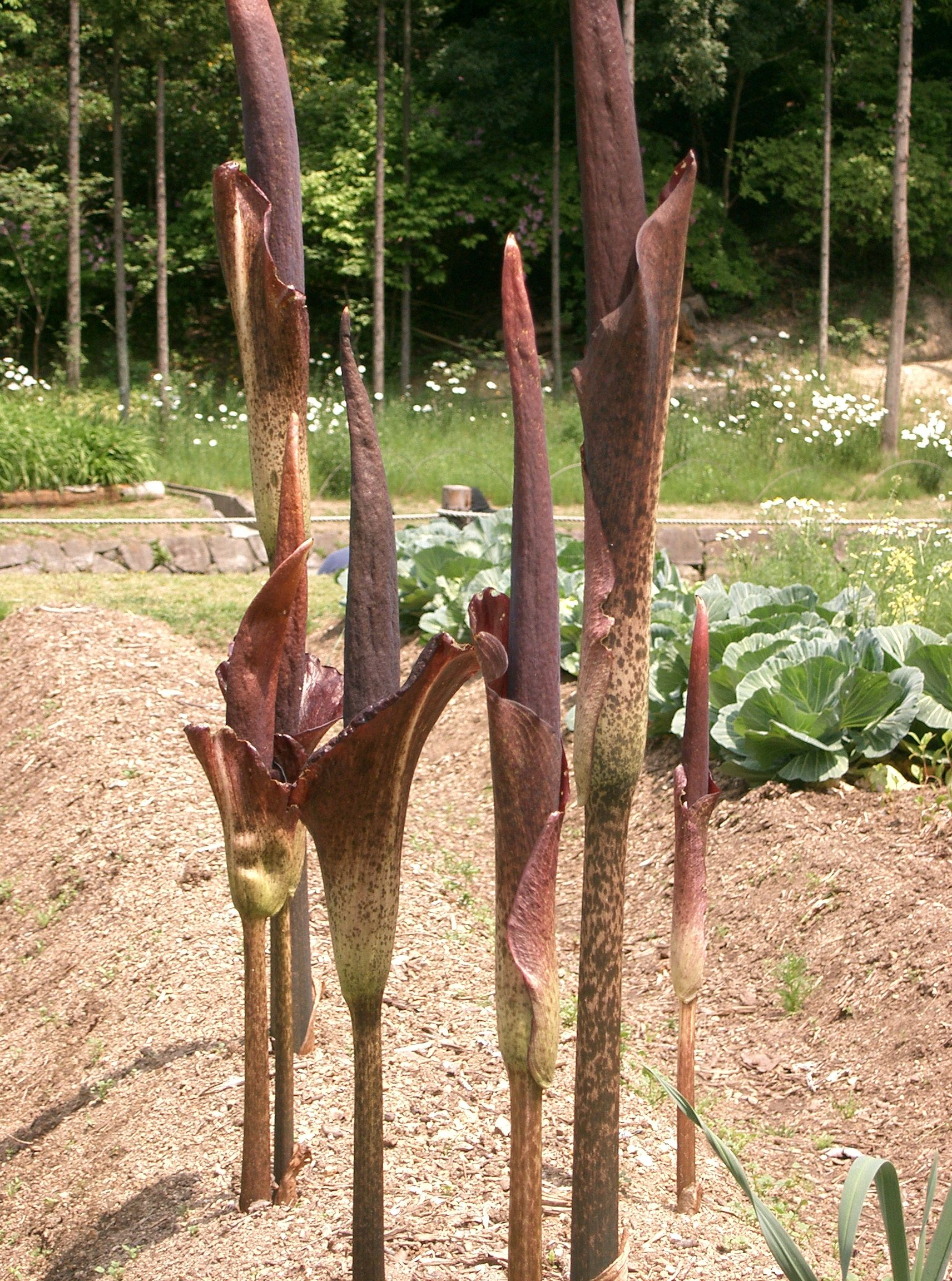
Floraison
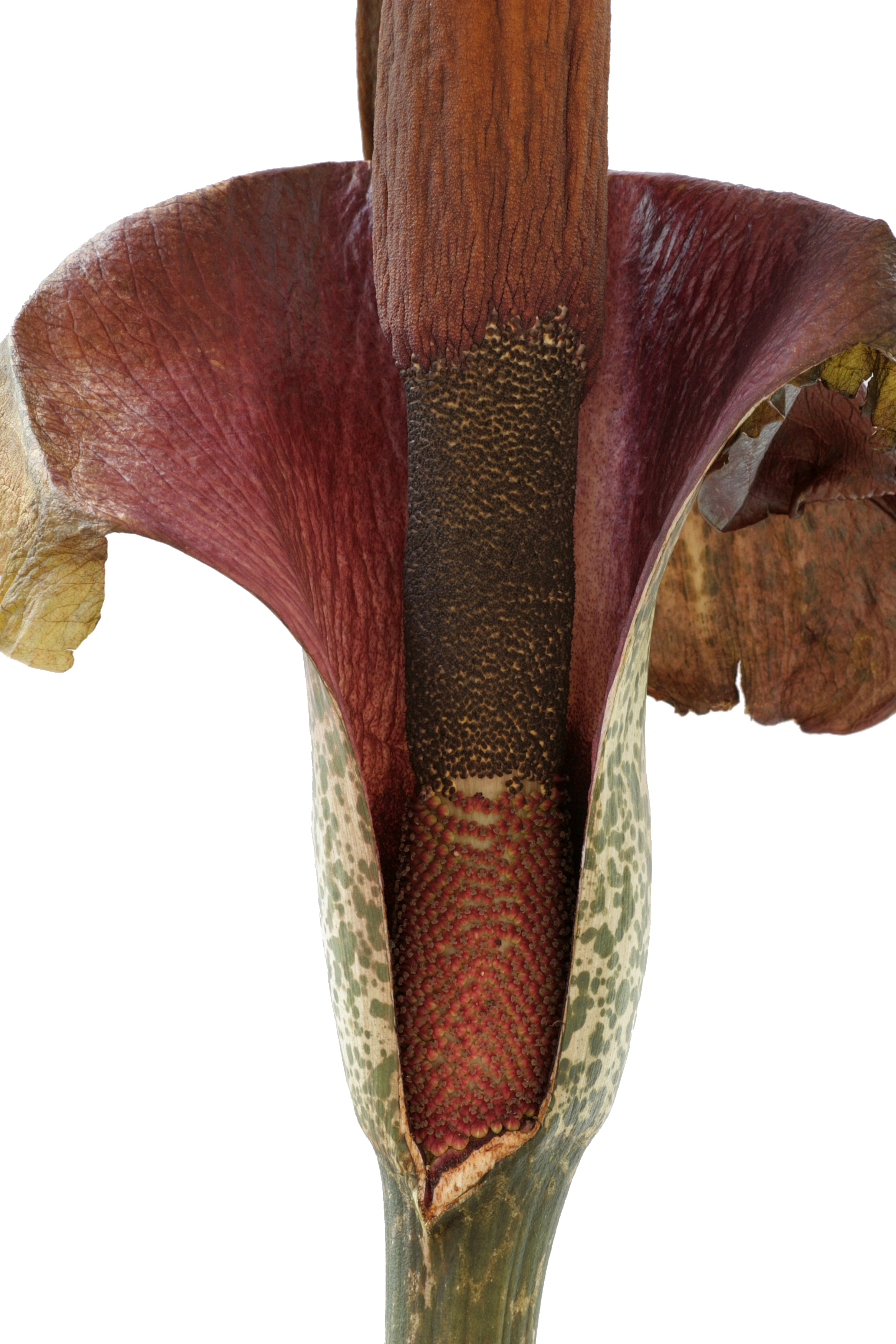
Coupe de la hampe florale
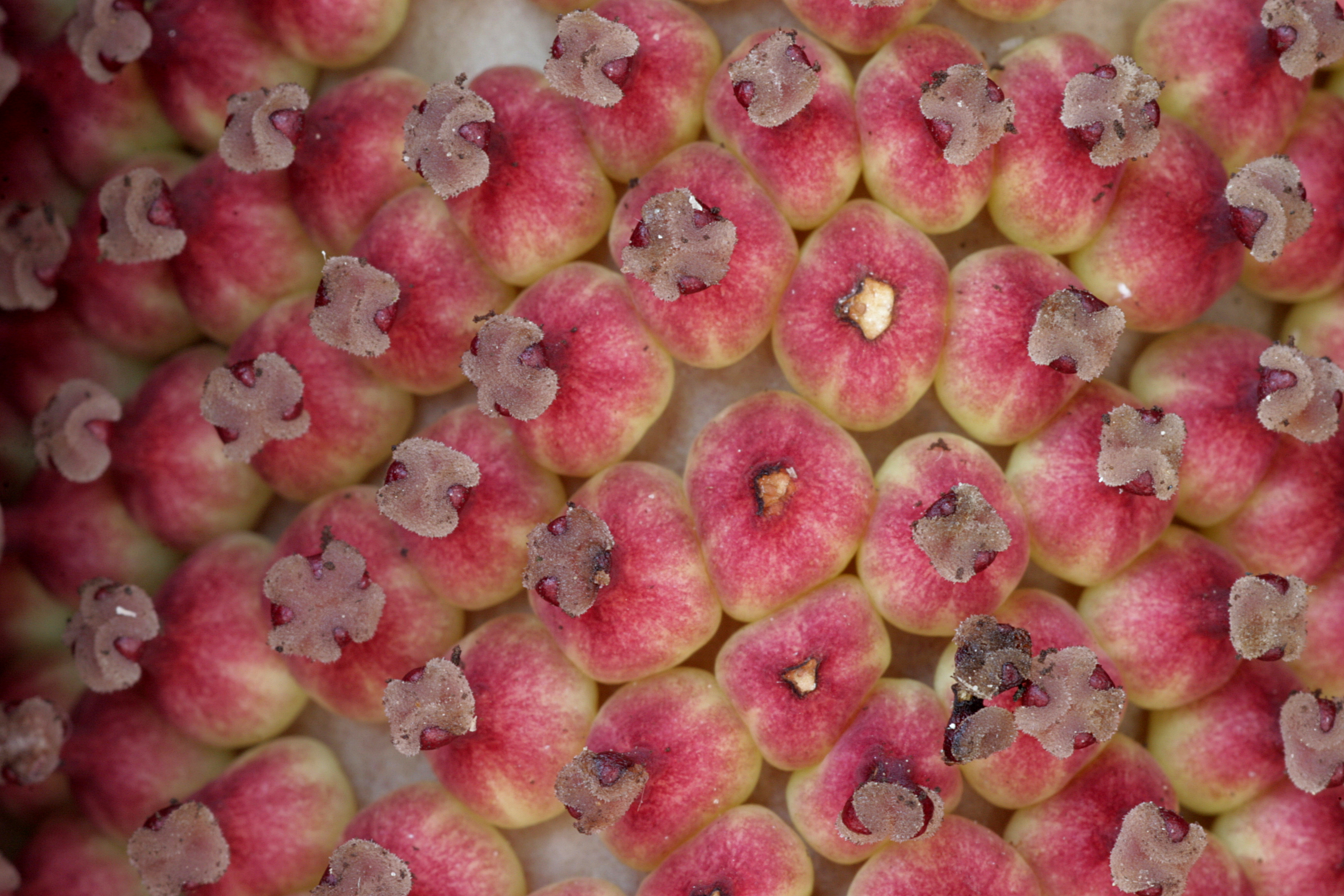
Fleurs femelles
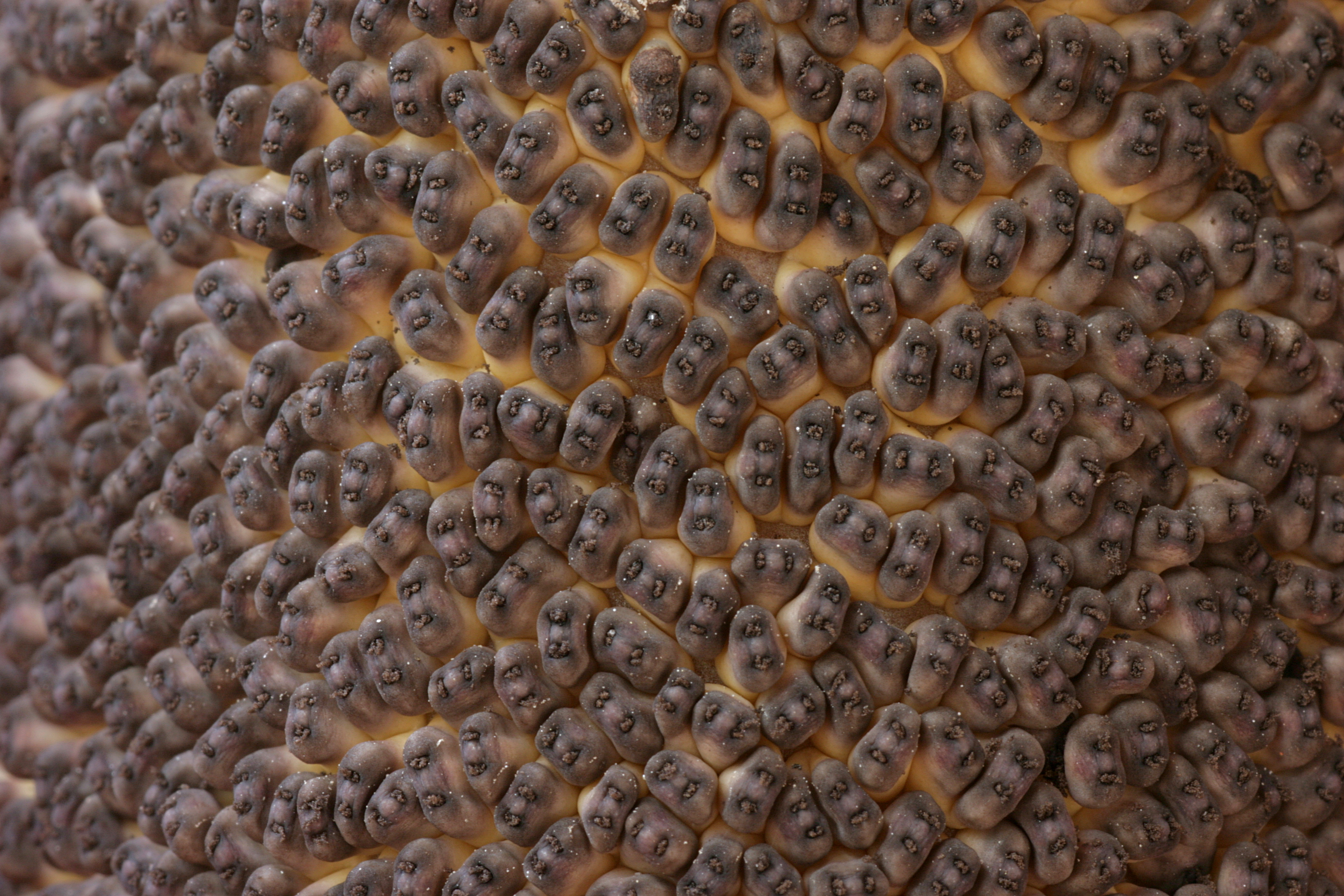
Fleurs mâles
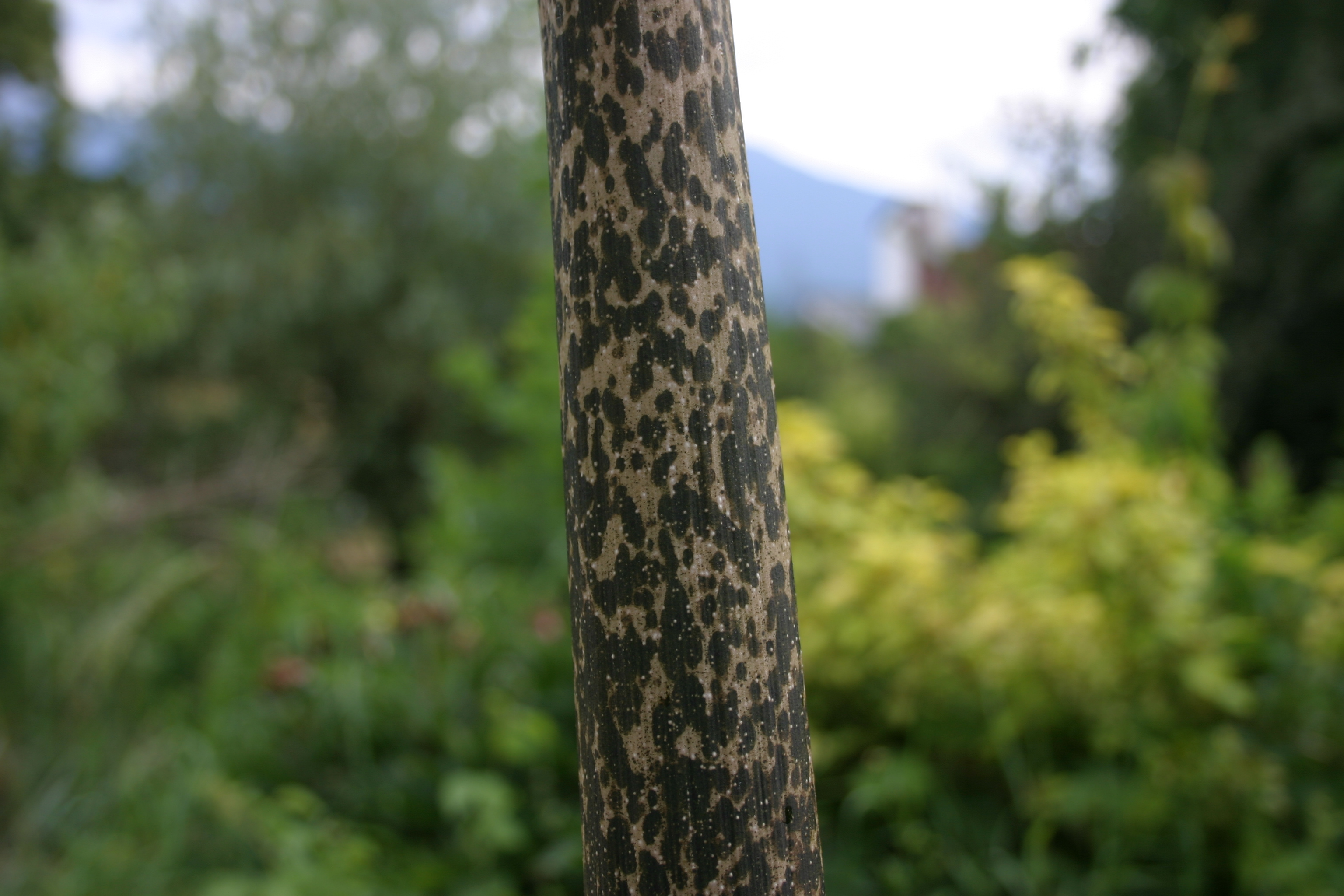
Tige
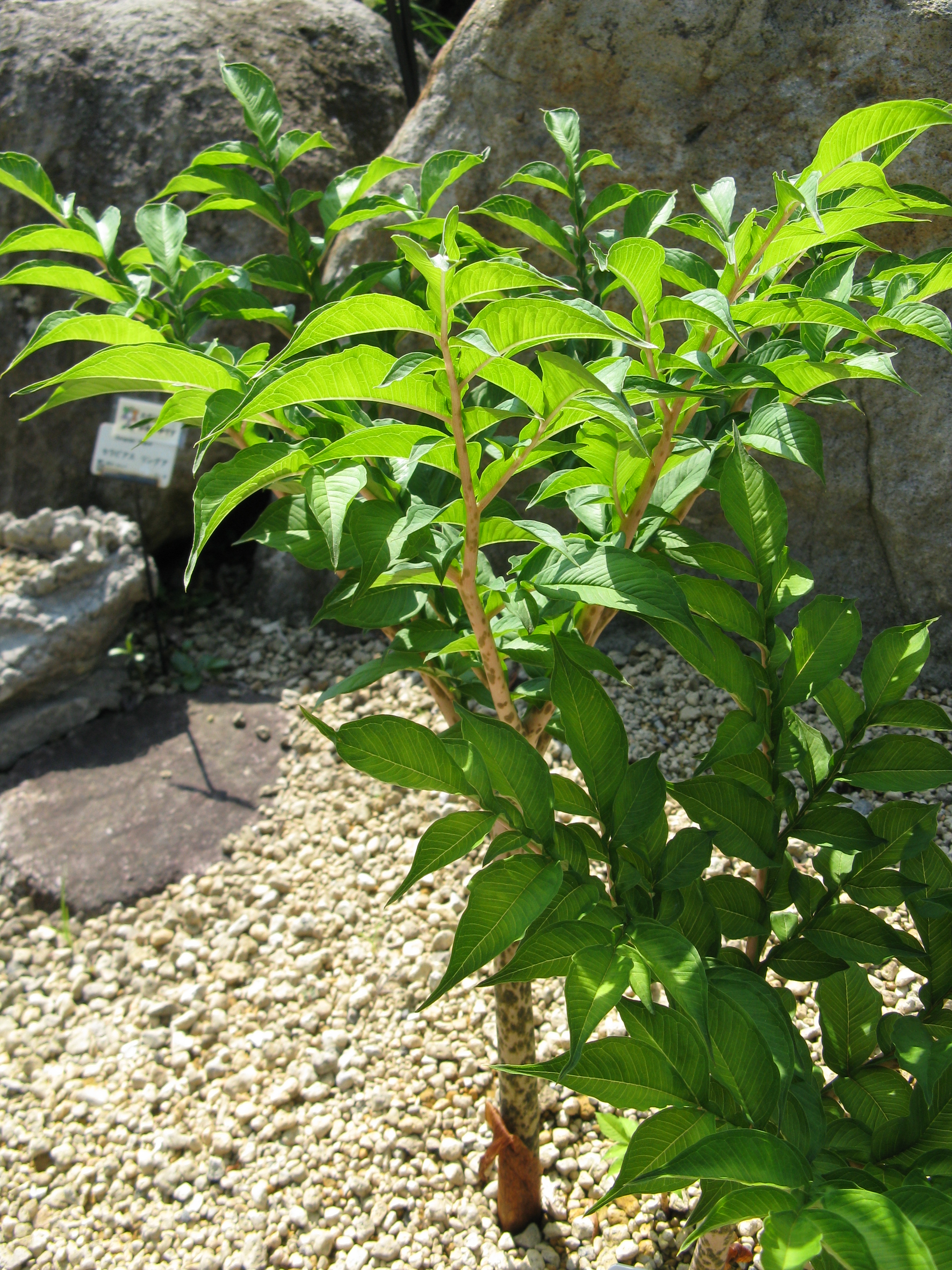
Feuillage
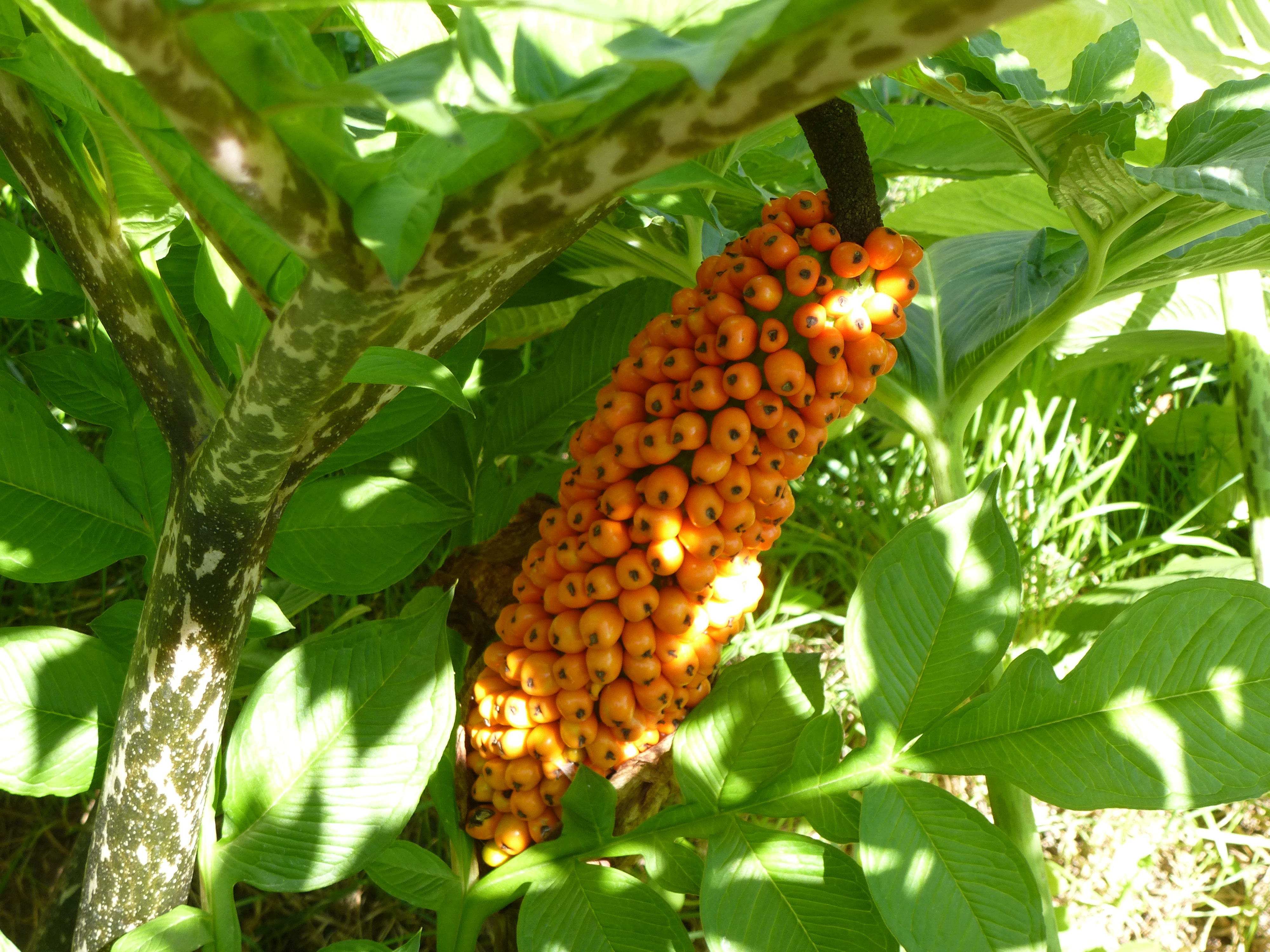
Fruit

### Dénominations usuelles
- Nom scientifique : Amorphophallus konjac, Amorphophallus rivieri.
- Noms vernaculaires : konjac, konnyaku, langue du diable (à cause de sa forme particulière).

### Liste des variétés
Selon Tropicos (30 août 2014) :
- Variété Amorphophallus konjac var. kiusiana Makino.

## Histoire
Dans la pharmacopée asiatique, le konjac a été utilisé pendant longtemps comme un aliment médicamenteux et comme un aliment thérapeutique, contre la toux, le cancer, les brûlures ou les troubles intestinaux.
Si les plus anciennes traces connues de culture du konjac proviennent de textes chinois datant de 2 000 ans, le konjac est connu au Japon depuis le VIe siècle. La publication en 1846 du livre Konnyaku Hyakusen (100 recettes de Konnyaku, un titre traditionnel pour les ouvrages de cuisine japonais de la fin du XVIIIe et début du XIXe, ayant pour origine le Tofu Hyakuchin) dénote sa consommation à cette époque.
De nos jours, le konjac est surtout connu en Occident comme produit de régime, à cause de sa faible teneur en calorie.

## Culture et production
La plante est cultivée en Chine, au Japon ou encore en Indonésie, comme légume, dont le principal usage est la production de farine à partir des rhizomes, puis de pâte à partir de cette farine pour les usages alimentaires. Le volume total annuel de farine produit est de 25 000 tonnes, principalement en Chine (60 %) et au Japon (28 %). Plus de la moitié de la production chinoise étant exportée, le Japon préservant sa production pour son usage domestique, et se protégeant de l'import de konjac étranger par un double système de quotas et de taxes pouvant atteindre 990 % de la valeur du produit sur le marché.

## Utilisation

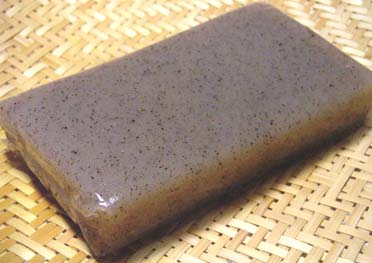
Konnyaku

### Usages alimentaires
Le konnyaku (蒟蒻) en japonais, également appelé en chinois 蒟蒻, jǔruò ou plus couramment 魔芋, móyù, principale forme de consommation du konjac, a pour caractéristique une basse teneur en calories (5-10 calories par 100 g) et une assez bonne teneur en fibres (2 à 3 g par 100 g) et est très apprécié en Occident pour les régimes hypocaloriques, que ce soit sous forme de nouilles ou de gelée. Son goût restant très neutre, il est surtout utilisé pour sa texture en bouche (plus croquant que fondant) et son aspect.
C'est au Japon principalement que l'on utilise le konnyaku. Il est obtenu en mélangeant de la farine de konjac avec de l'eau de chaux (mélange d’hydroxyde de calcium et d’eau). L'algue hijiki (Hizikia fusiformis) est souvent ajoutée au mélange comme colorant. Le mélange obtenu est bouilli et puis refroidi, ce qui lui permet de se solidifier, donnant ainsi le konnyaku. Le konnyaku est un ingrédient traditionnel de l'oden et est consommé sous forme de galettes, de gâteaux secs ou encore de vermicelles de konnyaku, appelés shirataki (白滝, littéralement « cascade blanche »), ou kishimen, lorsqu'elles sont larges comme des tagliatelles.
En Chine, il est consommé dans certaines parties de la province du Sichuan ; le bulbe est appelé moyu (« taro du diable » / 魔芋, móyù), et la gelée est appelée « konjac tofu » (魔芋豆腐, móyù dòufu) ou « konjac neige » (雪魔芋, xuě móyù).
En Corée du Sud, les bulbes sont consommés comme les pommes de terre.
De la farine du konjac, on peut aussi et tout simplement extraire le glucomannane, un polyoside utilisé comme épaississant dans l'industrie agro-alimentaire (E425).

### Usage médical
Le konjac était utilisé au Japon au XVIIIe siècle pour lutter contre le cancer. Aujourd'hui, il n'est pas reconnu comme anti-cancéreux. Très faible en calories et sans grande qualité nutritionnelle, certains l'utilisent pour perdre du poids.

### Usage cosmétique
La farine permet la production des éponges konjac employées pour nettoyer le visage. Fabriquées à partir des racines de konjac, ces éponges peuvent être mélangées à d'autres matériaux naturels comme le charbon de bambou, l'argile (jaune, rouge ou verte selon les cas).

## Risque d'étouffement
Le konnyaku est également utilisé au Japon pour faire de gros bonbons en gelée aromatisés aux fruits baptisés konnyaku jelly (コンニャクゼリー, konnyaku zelī). Cependant, ce bonbon de plusieurs centimètres de large ayant déjà été la cause de plusieurs morts par étouffement au Japon (17 entre 1995 et 2008), il est interdit dans l'Union européenne et en Corée du Sud. Risque d'étouffement plutôt dû à la taille des confiseries plus qu'au konjac lui même.